# Kölner Steinzeug

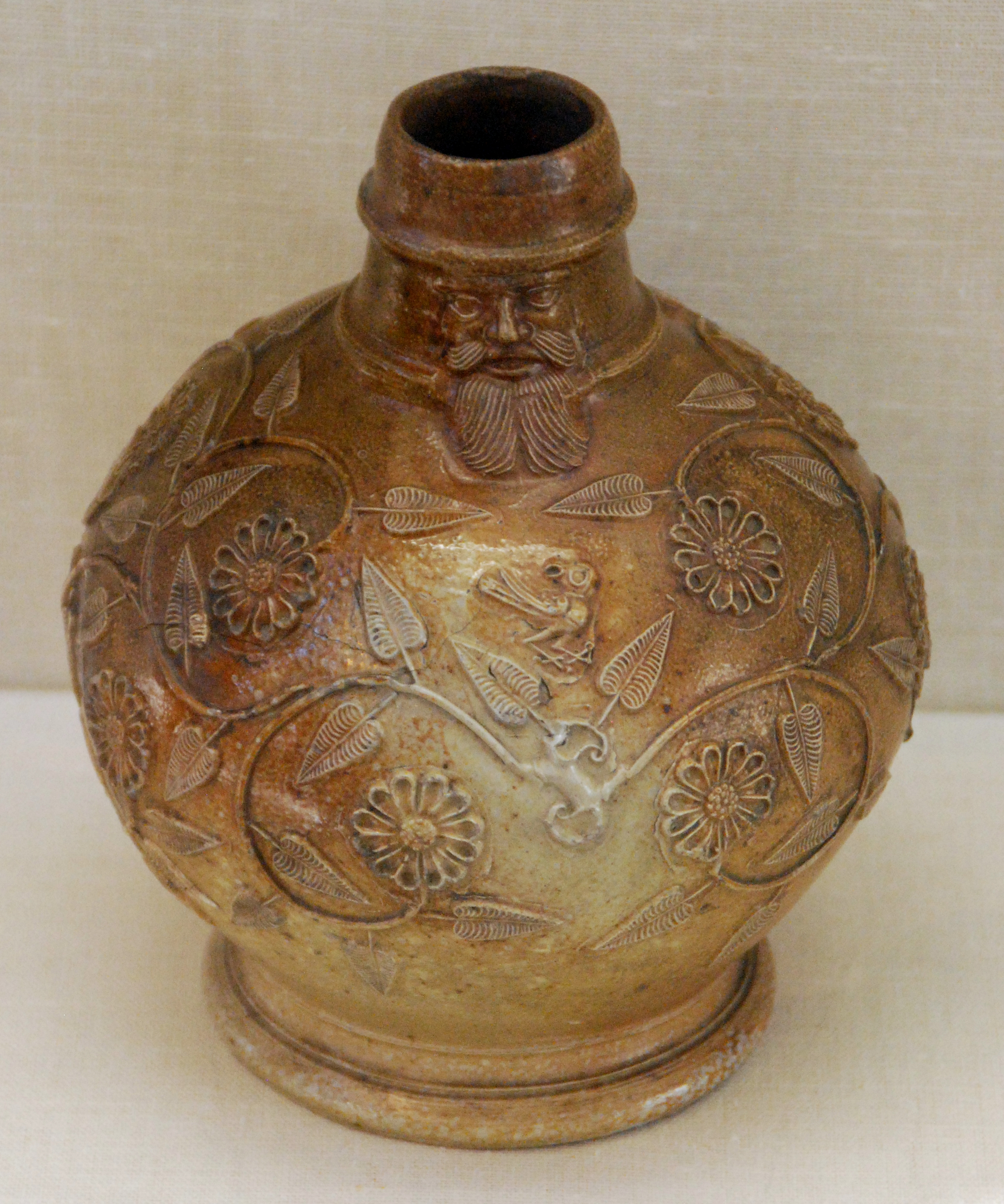
Kölner Bartmannkrug um 1550

Kölner Steinzeug ist eine keramische Warenart, die im Spätmittelalter und in der frühen Neuzeit in Köln hergestellt wurde. Die Kölner Werkstätten waren Vorbild für die Herstellung von Rheinischem Renaissancesteinzeug in den Töpferzentren des Rheinlandes.

## Geschichte
In der Mitte des 15. Jahrhunderts begannen auch Kölner Töpfermeister mit der Herstellung von echtem Steinzeug. In Abgrenzung zu den alteingesessenen Hafnern oder Düppenbäcker, die Gefäße und Fliesen aus Irdenware herstellten, nannten sich die Steinzeugtöpfer in Köln Kannenbäcker. Anfang des 16. Jahrhunderts vollzog das Handwerk in der Freien Reichsstadt den Schritt vom Handwerk zum Kunsthandwerk und wurde in Formgebung und Oberflächengestaltung maßgebend für die Herstellung von Rheinischem Steinzeug während der Renaissance. Die Vorbildfunktion der Kölner Töpfer wirkte sich auch auf die Töpfereien in den anderen rheinischen Töpferzentren in Siegburg, Frechen, Langerwehe und Raeren aus.
Obwohl das rheinische Steinzeug auch bei den Kölner Bürgern höchst populär war, waren die Steinzeugtöpfer selbst in der Bevölkerung unbeliebt. Die Bevölkerung fürchtete die Brandgefahr durch die Brennöfen, die zur Steinzeugherstellung oft wochenlang befeuert wurden. Zudem fühlten sie sich durch den Chlorgestank belästigt, den der Anguss der Salzglasur mit sich brachte. Durch den hohen Bedarf an Brennholz für die Öfen waren ganze Wälder in der Umgebung von Köln im 16. Jahrhundert abgeholzt worden, was den Holzpreis rasant angestiegen ließ. Auch politisch waren die Kölner Steinzeugtöpfer benachteiligt, da es ihnen nie gelungen war eine eigene schützende Gilde zu gründen. Gemäß dem Zunftzwang waren sie der fachfremden Steinmetzgilde angegliedert, in der es jedoch ständig Hegemoniestreitigkeiten der angeschlossenen Handwerke gab. Zudem beschnitt der Rat der Stadt deren Arbeitsmöglichkeiten, indem er ab 1534 den Betrieb der Öfen nur mit ausdrücklicher Genehmigung erlaubte und den Import von Ton aus den Frechener Lagerstätten verhinderte. 1547 ließ der Rat alle Steinzeugöfen einreißen. Auch die Zahl der Töpfermeister wurde stark begrenzt. Waren 1536 noch elf Töpfer gelistet, so blieben 1554 nur noch vier. Zur Bekräftigung dieser Reduktion ließ der Rat 1555 erneut alle Brennöfen, bis auf die vier genehmigten, einreißen. Ab 1566 waren innerhalb der Kölner Stadtmauern keine Steinzeugtöpfer mehr zugelassen. Die Töpfer waren in die Töpferzentren Frechen, Siegburg und Raeren abgewandert und brachten hier als Werkleute neue Impulse in die Ausgestaltung der lokalen Steinzeugerzeugnisse.
Die Metropole Köln blieb jedoch auch nach der Vertreibung der eigenen Steinzeugtöpfer weiterhin der wichtigste Umschlagsplatz für Rheinisches Steinzeug. Zentrum des Handels war der Alter Markt. Auch die Erzeugnisse aus den benachbarten Töpferzentren wurden von Köln aus nach ganz Europa gehandelt. Bedeutende Abnehmer waren vor allem das Königreich England und die Niederlande. Der Umstand, dass für den Endverbraucher das Steinzeug augenscheinlich aus Köln kam, führte dazu, dass das gesamte Spektrum des Rheinischen Steinzeugs weiterhin undifferenziert als Kölner Steinzeug angesehen wurde.

## Technik
Erstmals brannten Kölner Töpfer in der Mitte des 15. Jahrhunderts ein vollkommen versintertes Steinzeug, dass sie mit einer von ihnen entwickelten Salzglasur versahen. Dennoch blieb das frühe Steinzeug in der Regel unglasiert. Die Oberfläche wurde häufig geflammt, wodurch eine Unterscheidung von früher Siegburger Ware auf den ersten Blick schwierig ist. Um 1500 hatte sich die Glasur jedoch durchgesetzt.
Die Tonlagerstätten westlich von Köln, auf die die Kölner und später ebenso die Frechener Töpfer zurückgreifen konnten, lieferten sehr eisenhaltige Tone, die zu einem gelben oder rotbraunen Scherben brannten. Durch den Eisenanteil wirkten die Gefäßoberflächen schmutzig braun. Durch dicke Angüsse aus Salzglasuren wurde das Oberflächenbild harmonischer, was den Gefäßen ein fleckiges oder schildpattartiges Aussehen verlieh. Darin ist es vom Frechener Steinzeug nicht zu unterscheiden.
Um 1520 waren es wiederum Kölner Töpfer die als erste mit kobaltblauen Glasuren experimentierten. Die blaue Glasur auf ansonsten rotbraunen Gefäßen traf aber nicht den Zeitgeschmack und konnte sich zu diesem Zeitpunkt nicht durchsetzten. Erst 1584 zur Zeit der Hochrenaissance nahmen Jan Emens Mennicken in Raeren und drei Jahre später Anno Knütgen in Siegburg diese Technik wieder auf und erzielten damit Erfolge. Dennoch legten die Kölner Töpfer damit den Grundstein für eine Technik, die im 17. Jahrhundert als Westerwälder Steinzeug bekannt wurde.
Signaturen von Töpfern oder Formenschneidern, wie sie aus Siegburg oder Raeren bekannt sind, finden sich bei Kölner Steinzeug in der Regel nicht. Auch sind Kölner Gefäße selten durch eine aufgetragene Jahreszahl datiert.

## Formenentwicklung
Die ersten noch spätgotischen Steinzeuggefäße aus Kölner Produktion waren vor allem Trichterhalsbecher nach Siegburger Vorbild und bauchige Krüge. Anfangs waren diese Gefäße mit einem Wellenfuß ausgestattet. Ab etwa 1500 wurden profilierte, gedrehte Bodenplatten bevorzugt. Am Ende des 15. Jahrhunderts begann in den Kölner Werkstätten die künstlerische Gestaltung der Gefäßoberflächen. Eine Mode, die sich von Köln aus in alle Töpferzentren des Rheinlandes ausbreitete.
Anfangs bediente man sich einfacher Rundmedaillons, die von Münzen oder Medaillen abgeformt wurden. Bald wurden die aufgelegten Dekore aufwändiger und erreichten das Niveau eines Kunsthandwerks. Für die Dekore wurden eigens Formmodel und Matrizen angefertigt. Typisch für Kölner Steinzeug der Frührenaissance sind Reliefauflagen von verästelten Rankenornamenten, meist von Rosenranken, Eichenzweigen oder der alttestamentlichen Wurzel Jesse. Gewöhnlich wird ein Mittelast dargestellt, von dem ausgehend sich beidseitig symmetrisch die Ranken abzweigen. Über den floralen Ranken sind oft Wappen oder Tierdarstellungen platziert. Die Dekore der Frührenaissance nehmen in Köln bereits große Bereiche der Gefäßoberflächen ein, während die Werkstätten der anderen rheinischen Töpferzentren zu Beginn des 16. Jahrhunderts noch weitgehend ohne Dekorauflagen auskommen oder sich einfacher Rundreliefs bedienen und noch weitgehend im Stil der Gotik verhaftet sind.
Im ersten Drittel des 16. Jahrhunderts werden die Formen strenger und klarer umrissen.
Ab etwa 1520 werden die gotischen Trichterhalsbecher durch Schnellen und Pinten ersetzt. Auch diese werden zunächst reich mit Rankenmotiven im Renaissancestil und Wappenauflagen verziert. Vermutlich erstmals in der Eigelsteinwerkstatt wurden die zylindrischen geraden Oberflächen der Trinkgefäße bald darauf in drei Bildfelder geteilt und mit figürlichen Darstellungen dekoriert. Beliebt waren hier vor allem allegorische und religiöse Motive nach Stichen deutscher und niederländischer Kleinmeister wie Virgil Solis oder Heinrich Aldegrever.

## Formenspektrum
Das Formenspektrum der Kölner Werkstätten war im Vergleich zu den Produkten der Töpferzentren in Siegburg, Frechen, Langerwehe und Raeren eher spärlich. Charakteristisch für Kölner Gebrauchskeramik aus Steinzeug sind bauchige Krüge mit einem kugelförmigen Körper.

### Bartmannkrug
Als Bartmannkrug werden birnenförmige Trink- und Ausschankkrüge bezeichnet, die auf Hals und Gefäßschulter eine einzelne bärtige, männliche Gesichtsmaske tragen. Ausgehend von Krügen mit primitivwirkenden eingeritzten Gesichtskonturen des 15. Jahrhunderts wurden in Köln ab etwa 1500 diese Sonderform von Krügen entwickelt, die sich im 16. Jahrhundert in nahezu allen rheinischen Töpfereizentren wiederfindet.
Der Bartmannkrug wurde später zum typischen Erzeugnis der Frechener Steinzeugproduktion, wo er noch bis ins 18. Jahrhundert hinein gefertigt wurde.

## Werkstätten
Nach heutigem Forschungsstand sind für das Stadtgebiet Kölns vier Werkstätten bekannt, in denen Steinzeug von kunstgeschichtlicher Bedeutung hergestellt wurde. Diese sind die Werkstatt im Eigelstein, in der Maximinenstraße, in der Streitzeuggasse und die Töpferei des Hermann Wolters in der Komödienstraße.

### Werkstatt Maximinenstraße
Nach heutigem Kenntnisstand war die Töpferwerkstatt in der Maximinenstraße die größte der Kölner Steinzeugtöpfereien. Sie begann ihre Produktion ab etwa 1500 mit birnenförmigen Krügen und Trichterhalsbechern. Ihre Blütezeit erlebte die 1897 bei Ausschachtungen entdeckte Werkstatt zwischen 1520 und 1540.
Einige der frühesten Bartmannkrüge stammen aus dieser Produktionsstätte. Typisches Merkmal sind hier Rankenreliefs aus Eichenlaubzweigen und ein umlaufendes Fries mit einer um einen Stab gewickelten Blattgirlande um die Gefäßmitte. Ab etwa 1540 werden in dieser Werkstatt vor allem Vorlagen von Heinrich Aldegrever für Reliefauflagen verwendet. Daneben treten tropfenförmige Erhebungen auf, die Silbergefäße nachahmen.

### Werkstatt Hermann Wolters

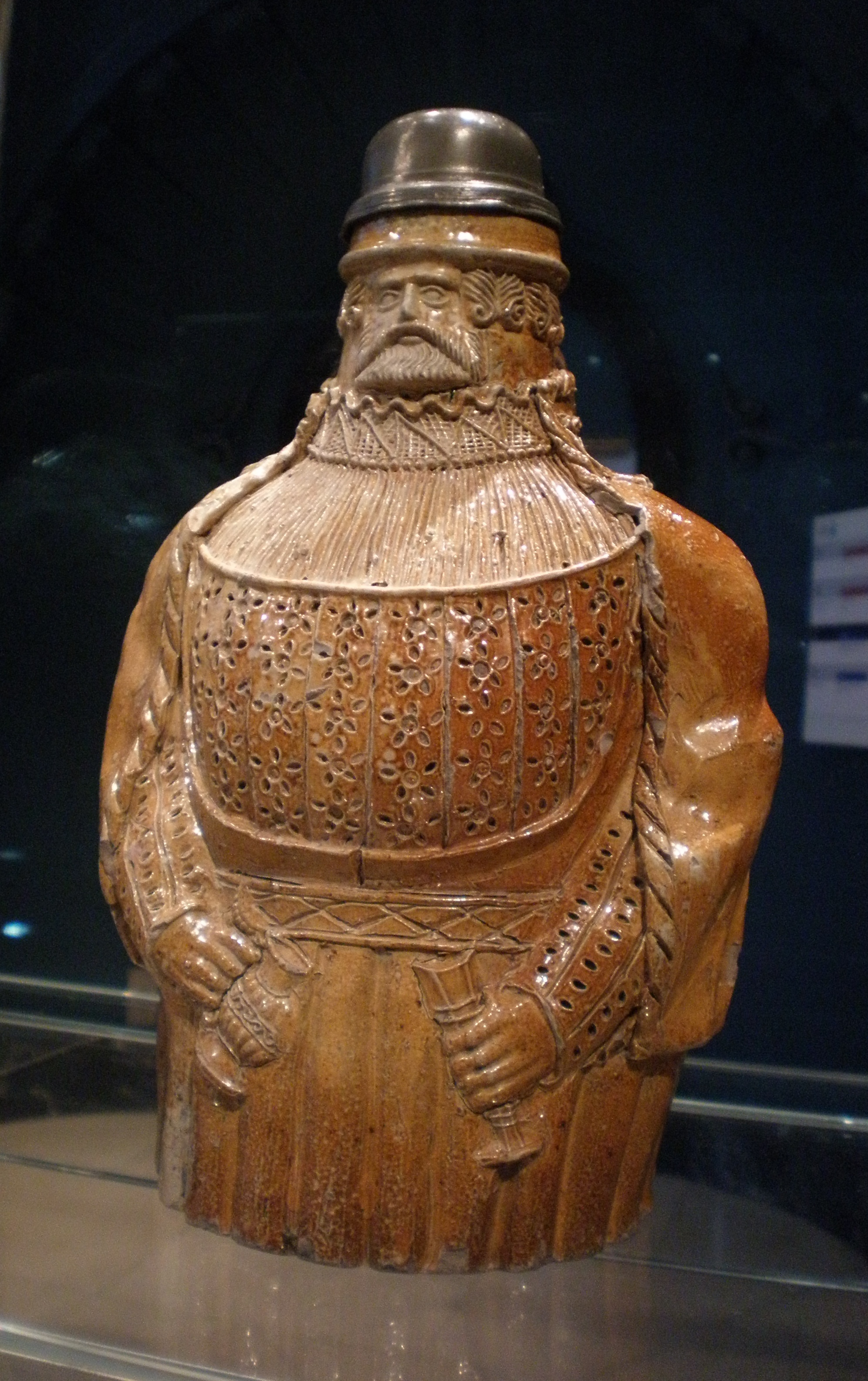
Sonderform eines Bartmannkrugs aus der Werkstatt Hermann Wolters. (2. Viertel 16. Jahrhundert.)

Die Töpferwerkstatt des Hermann Wolters in der Komödiengasse produzierte etwa ab 1550 bis zur Vertreibung der Kölner Steinzeugtöpfer nach 1566. Hermann Wolters ist der einzige der Kölner Töpfermeister, der namentlich überliefert ist.
Neben der zeitgenössischen Massenware töpferte Wolters Bartmannkrüge, deren Bauch eng mit Traubennoppen besetzt ist. Charakteristisch für diese Werkstatt sind auffallend kleine Bartmannauflagen auf engen Gefäßhälsen. Die montierten Metalldeckel gaben dieser Sonderform des Bartmannkrugs das Aussehen von Paradesoldaten.

### Eigelsteinwerkstatt
In der Eigelsteinwerkstatt wurden erstmals Schnellen mit einem dreigeteilten Bildfeld hergestellt. Besonders bevorzugt wurden hierfür Reliefauflagen nach Motiven von Peter Flötner.
Eine Sonderform aus der Eigelsteinwerkstatt sind kantig aussehende Pinten und Kannen.

### Werkstatt Streithausgasse
Die Werkstatt in der Streithausgasse wurde 1951 entdeckt und archäologisch untersucht. Leider sind die Grabungsergebnisse bis heute nur dürftig in einem Aufsatz von Franz Brill aus dem Jahr 1969 vorgelegt. Im Dekor scheinen die Erzeugnisse dieser Werkstatt den Produkten von Wolters und denen aus der Maximinenstraße zu ähneln.